# Zalabijja

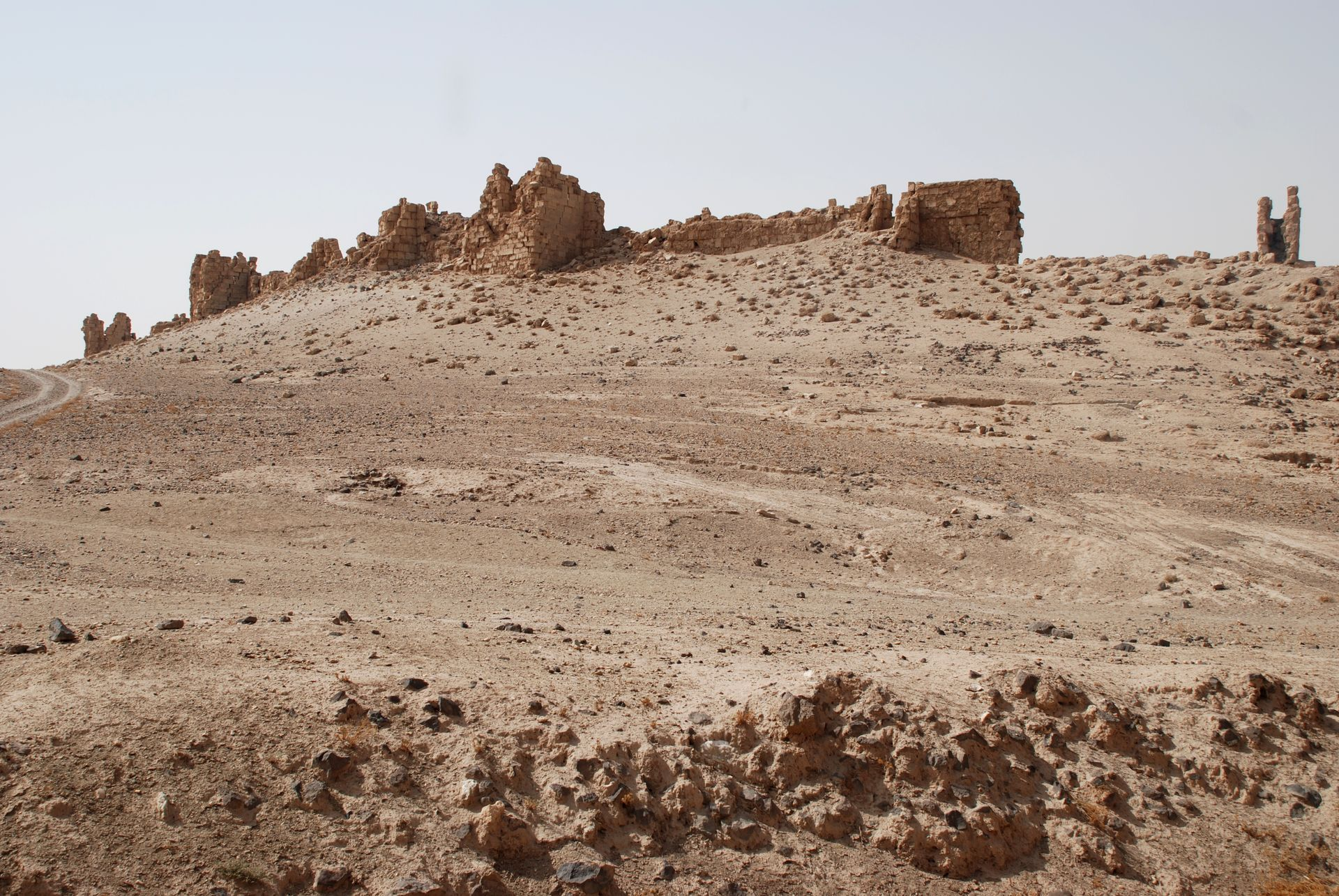
Zalabijja romjai északkelet felől

Zalabijja (arabul زلبية – Zalabiyya) egy ókori erődrom az Eufrátesz szíriai szakaszának középső vidékén. Eredetileg a palmüraiak alapították a túlparti Zenobia párjaként, majd római és bizánci helyőrségként működött. A bizánci időszakban Annoukasz néven ismert erődöt I. Justinianus építette ki a 6. század közepén, ma látható maradványai zömmel ebből az időszakból származnak.

## Története
Zalabijját a Szászánidákkal és Rómával egyaránt dacoló palmürai királyság építtette ki először a 3. század közepén. Története során mindvégig kiegészítő szerepet viselt a két kilométerrel feljebb, a túlparton álló hatalmas halabijjai erődítmény mellett. Az erődpáros az Eufrátesz egy dombok között futó, keskenyebb, jól ellenőrizhető szakaszán épült. Palmüra 272-es bukásakor Aurelianus császár kezébe került; a rómaiak Regia Dianae Fanum néven ismerték. A más szíriai települések és erődítmények mellett Halabijját is megerősítő I. Justinianus idején Annoukaszon is átalakításokat végeztek. A 630-as években az iszlám jegyében egyesült arabok kezére került, akik párjához hasonlóan nagy ritkán használták. Az elhagyatott erőd állapotát ezután már csak az Eufrátesz áradásai és a földrengések rontották a későbbiekben.

## Látnivalói
A kisebb és gyengébb Zalabijját sokkal jobban megviselték a természeti csapások, mint túlparti párját. Az alapvetően elnyújtott téglalapra emlékeztető alaprajzú erőd nyugati, víz felőli részeit már elmosták a folyam áradásai, és a megmaradt részeket a 20. században a közeli vasútépítkezéseken használták fel építőanyagnak. Legjobb állapotban hat toronnyal és impozáns kapuval rendelkező keleti fala maradt meg. A fallal körülvett várostól északra és keletre hajdani városmaradványokat találtak, amelyek a halabijjaiaknál is kiterjedtebbek. A két erőd között félúton egy folyón keresztülhúzódó gát és egy keleti csatorna maradványai láthatóak, melyek talán a késő bronzkorból, de legkésőbb az 1. századból származnak. A csatornát még a középkorban, az iszlám időszakban is használták.